# Castillo de Zurita
El castillo de Zurita es un pequeño castillo, del que apenas quedan restos, situado en un estrecho acantilado en lo alto del actualmente despoblado núcleo de Zurita, dentro del término municipal de Baells comarca de (La Litera), provincia de Huesca, Aragón España.
El único elemento que queda del castillo es la mitad de la base de una torre redonda, hecha con sillares pequeños. Al lado hay un foso en forma de V para proteger el lado más accesible.
A finales del siglo XI los condes de Urgell lo conquistaron a los musulmanes, y la primera mención documental es del 1096. Se cree que el origen del castillo es de esta época de frontera.